# 垃圾桶中的愛
垃圾桶中的愛（英語：Love is in the Bin）是班克斯2018年在英國倫敦蘇富比遠程（人不在蘇富比現場）創作的一個艺术干预作品。當時他的一幅於2006年創作的作品拿着气球的女孩在拍卖会上以创纪录的1,042,000英镑售出后，該作品的画框中暗藏的碎纸机立即啟動，將作品的一半绞碎。据苏富比称，这是“历史上第一件在拍卖会上现场创作的艺术品”。 後來这個現場創作的藝術品自2019年3月起永久租借给斯图加特国立美术馆 。2021年10月，該作品在倫敦的拍卖会上以1850万英镑的价格售出，創下班克斯作品價格紀錄。